# Spitshalskevers
De spitshalskevers (Silvanidae) zijn een familie van kevers (Coleoptera) in de onderorde Polyphaga.

## Onderverdeling
De volgende taxa worden bij de familie ingedeeld:
- Onderfamilie Brontinae
  - Tribus Brontini
    - Geslacht Australodendrophagus
    - Geslacht Australohyliota
    - Geslacht Brontoliota
    - Geslacht Brontopriscus
    - Geslacht Dendrophagella
    - Geslacht Dendrophagus
    - Geslacht Macrohyliota
    - Geslacht Megahyliota
    - Geslacht Microhyliota
    - Geslacht Notophanus
    - Geslacht Parahyliota
    - Geslacht Protodendrophagus
    - Geslacht Uleiota

  - Tribus Telephanini
    - Geslacht Aplatamus
    - Geslacht Australophanus
    - Geslacht Borneophanus
    - Geslacht Cryptamorpha
    - Geslacht Euplatamus
    - Geslacht Indophanus
    - Geslacht Megapsammoecus
    - Geslacht Psammaechidius
    - Geslacht Psammoecus
    - Geslacht Telephanus
- Onderfamilie Silvaninae
  - Geslacht Acathartus
  - Geslacht Acorimus
  - Geslacht Afrocorimus
  - Geslacht Afronausibius
  - Geslacht Ahasverus
  - Geslacht Airaphilus
  - Geslacht Astilpnus
  - Geslacht Austronausibius
  - Geslacht Calpus
  - Geslacht Cathartosilvanus
  - Geslacht Cathartus
  - Geslacht Coccidotrophus
  - Geslacht Corimus
  - Geslacht Dentirotacorimus
  - Geslacht Eunausibius
  - Geslacht Metacorimus
  - Geslacht Monanus
  - Geslacht Nausibius
  - Geslacht Neosilvanus
  - Geslacht Nepharinus
  - Geslacht Nepharis
  - Geslacht Oryzaephilus
  - Geslacht Parasilvanus
  - Geslacht Pensus
  - Geslacht Protosilvanus
  - Geslacht Pseudonausibius
  - Geslacht Pseudosilvanus
  - Geslacht Saunibius
  - Geslacht Silvaninus
  - Geslacht Silvanoides
  - Geslacht Silvanolomus
  - Geslacht Silvanoprus
  - Geslacht Silvanops
  - Geslacht Silvanopsis
  - Geslacht Silvanosoma
  - Geslacht Silvanus
  - Geslacht Synobius
  - Geslacht Synoemis
  - Geslacht † Pleuroceratos

## In Nederland waargenomen soorten
- Genus: Ahasverus
  - Ahasverus advena
  - Ahasverus excisus
- Genus: Cathartus
  - Cathartus quadricollis
- Genus: Cryptamorpha
  - Cryptamorpha desjardinsii
- Genus: Nausibius
  - Nausibius clavicornis
- Genus: Oryzaephilus
  - Oryzaephilus mercator
  - Oryzaephilus surinamensis - (Getande graankever)
- Genus: Psammoecus
  - Psammoecus bipunctatus
- Genus: Silvanoprus
  - Silvanoprus fagi
- Genus: Silvanus
  - Silvanus bidentatus
  - Silvanus recticollis
  - Silvanus unidentatus
- Genus: Uleiota
  - Uleiota planatus - (Bruine tandkever)